# Храм Архистратига Михаила (Привольное, Армения)
Храм Архистратига Михаила — православный храм Ереванско-Армянской епархии Русской православной церкви, расположенный в армянском селе Привольное. Храм был построен в 1875 году и освящён в честь Архистратига Михаила. Является памятником архитектуры и истории, связанным с русскими поселениями в Армении.

## История
Церковь Архангела Михаила была построена в 1875 году по инициативе местных прихожан и стараниями священника И. Мансветова. Над входом в храм сохранилась надпись, которая гласит, что церковь была сооружена «во имя Архистратига Михаила при благочестивейшем государе Александре, наместнике, князе Михаиле Николаевиче, архиепископе Евсевии». Храм был возведён в период, когда село Привольное являлось военным поселением, основанным в 20-х годах XIX века отставными нижними чинами и крестьянами православного вероисповедания из внутренних губерний России.
В советское время церковь была закрыта и использовалась как склад. Богослужения прекратились, а здание храма постепенно приходило в упадок. Главный колокол, на котором была отлита надпись «Архангел Михаил. Село Привольное», был сброшен с колокольни и получил трещину.
В 1990-х годах началась реставрация храма, однако работы были приостановлены из-за недостатка средств на стадии росписи стен. Несмотря на это, церковь продолжает функционировать. Долгие годы службы в храме совершались изредка и лишь в притворе. Алтарь же пребывал в запустении..
21 ноября 2024 года в храме Архангела Михаила была отслужена первая за много лет праздничная Божественная литургия, приуроченная к престольному празднику. На богослужении присутствовали члены сельской общины, учителя и ученики местной школы. Жители села выразили желание активно участвовать в жизни прихода. После этого продолидлась уборка и благоукрашение храма.

## Архитектура и убранство
Церковь Архангела Михаила представляет собой типичный образец православной архитектуры XIX века. Храм выполнен в традиционном русском стиле, с колокольней, на которой установлены три колокола. Главный колокол, несмотря на повреждения, сохранился до наших дней. Внутреннее убранство церкви скромное, но отражает традиции православного зодчества. Стены храма украшены фрагментами росписи, которые остались незавершёнными после реставрации.

## Значение
Церковь Михаила Архангела является важным духовным и культурным центром для русской общины в Армении. Храм символизирует историческую связь между Россией и Арменией, а также служит напоминанием о русских поселениях, основанных на Кавказе в XIX веке. Несмотря на трудности, местные жители продолжают поддерживать храм, сохраняя его как часть своего наследия.